# Brian Johnson (Leichtathlet)
Brian Johnson (* 5. März 1980 in Iowa, Calcasieu Parish, Louisiana) ist ein US-amerikanischer Leichtathlet, der hauptsächlich als Weitspringer bekannt ist. Bei einer Körpergröße von 1,96 m beträgt sein Wettkampfgewicht 91 kg.

## Leben
Brian Johnson besuchte die Iowa High School in Iowa, Louisiana. Danach studierte er an der Southern University in Baton Rouge. Sein Trainer ist Johnny Thomas von der Southern University. Zu Beginn seines Studiums der Politikwissenschaften, das er mit einem Basketballstipendium aufgenommen hatte, überzeugte ihn sein Basketballtrainer Geoff McCracken davon, zuerst einmal vom Basketball zum Leichtathletiktraining und somit zum Weitsprung zu wechseln, um seine Sprungkraft zu verbessern. Nach dem Studium verblieb er der Universität als Assistenztrainer. Er ist verheiratet und hat einen Sohn.

## Erfolge
Brian Johnson gewann 2003 die Hallenmeisterschaft der NCAA, die an der University of Arkansas in Fayetteville stattfand, im Weitsprung mit 8,28 m. Danach warfen ihn zwei Bänderrisse im Knie zurück. Die US-amerikanischen Hallenmeisterschaften 2005 in Boston konnte er mit 7,89 m und 2006 ebenfalls in Boston mit 7,95 m gewinnen. Im Jahr 2006 gewann er auch mit 8,10 m die US-amerikanischen Weitsprungmeisterschaften im Freien. Beim 5. IAAF World Athletics Final 2007 in Stuttgart wurde er mit 8,16 m hinter Andrew Howe Zweiter. Bei den Olympischen Spielen 2008 in Peking kam er mit 7,79 m im zweiten Versuch nicht über die Qualifikation hinaus, sein erster und letzter Sprung waren ungültig. Bei den US-Trials hatte er sich als Zweiter mit 8,30 m in seinem letzten Versuch für Olympia qualifiziert.
Seine Bestweite im Freien liegt im Weitsprung bei 8,33 m, aufgestellt jeweils am 11. Juni 2005 in Bad Langensalza und am 29. April 2006 in Fort-de-France. Im 100-Meter-Lauf ist seine Bestzeit 10,24 s, aufgestellt in Baton Rouge am 13. April 2002, beim 200-Meter-Lauf 20,65 s, die er am 29. März 2003 in Beaumont, Texas lief. In der Halle steht seine Bestmarke im Weitsprung bei 8,28 m, die er am 14. März 2003 in Fayetteville sprang, im 60-Meter-Lauf bei 6,72 s vom 15. Februar 2003 in Houston und im 55-Meter-Lauf bei 6,28 s, die er sowohl am 2. März 2003 in Baton Rouge als auch am 9. Januar 2005 in Nashville lief.